# ジョーシリーズ
ジョーシリーズ（Joe）は、カプコンのコンピュータゲーム「ロックマンシリーズ」に多数登場する架空のロボット。そのバリエーションの総称。

## 概要
Dr.ワイリーがブルースを改良する際に得たデータを元に量産したロボット。モノアイを搭載したヘッドが特徴で、基本形態であるスナイパージョー他、メットールシリーズ同様、シリーズ中に様々なバリエーションが登場している。
基本アルゴリズムは要所に鎮座し攻撃してくるが、防御体勢を取ると一切の攻撃が無効となる。キャラクターのサイズ上狭い坑道や足場に居ることが多く、ダメージを受けやすい。
そのほか様々な兵器に搭乗するなどワイリー軍団の戦闘員的キャラクターである。

## シリーズ
スナイパージョー
ジョーシリーズの基本形態。ブルースと同型のシールドと銃を装備している。盾を構えていると一切の攻撃が効かない。ロックマンが飛び越えようとすると後ろにジャンプし随伴しようとする。
11ではスナイパーアーマDのパイロットとしても登場、搭乗時は操縦桿を両腕で握っているため腕部の銃は取り外している。
登場作品：ロックマン、ロックマンロックマン、ロックマン11
帰ってきたスナイパージョー
スナイパージョーの改良型。一見してスナイパージョーそのもので、動きやパターンもほとんど同じだが、ボディカラー、頭部や盾のデザインが異なる。足場が不安定な場所では俊敏に動き回るが、盾は構えられないので攻撃ができる。発射される弾の連射速度が向上しているが弾のスピードはスナイパージョーより遅い。
登場作品：ロックマン2、ロックマンワールド
スナイパーアーマー
前屈脚の二足歩行ロボット。元はロックマンのサポートメカとして開発されていたが、ワイリーが開発データを盗み完成させ、帰ってきたスナイパージョーをパイロットとして搭乗させている。巨体をジャンプさせロックマンを踏み潰そうとする。また着陸する瞬間に胴体部から弾を発射する。撃破すると帰ってきたスナイパージョーが降りて来る。本編では描写はないが、ロックマンがスナイパーアーマーを操縦するイメージイラストがある。
登場作品：ロックマン2
ハンマージョー
スナイパージョーの重装甲タイプで、ボディの形状がエアーマンタイプになっている。武器はハンマーで、ハンマーを振り回している状態では無敵。スナイパージョーと異なり、ロックマンが飛び越えても振り向くだけで追いかけようとはしない。
登場作品：ロックマン3、ロックマンワールド2、ロックマンワールド3
スケルトン・ジョー
骨の形をしたパーツで構成されたジョーで、主にスカルマンステージに登場する。骨を放物線状に投擲してくる。通常のロックバスターでは、一発当たるとバラバラになるが再生する。バラバラの段階では無敵。ニューロックバスターなら一撃で撃破できる。
登場作品：ロックマン4、ロックマンワールド3
クリスタルジョー
クリスタルマンと同様、クリスタルで構成されたジョー。主にクリスタルマンステージに登場する。クリスタルを発生させ攻撃してくる。クリスタル生成中は無敵。
登場作品：ロックマン5、ロックマンワールド4
アパッチジョー
ヘリコプターに搭乗するジョー。独学でヘリ操縦技術を習得したが、あまり上手くないらしい。
登場作品：ロックマン5
ライダージョー
水上バイクに搭乗するジョー。
登場作品：ロックマン5
キャノンジョー
キャノン砲に鎮座するジョー。
登場作品：ロックマン6
ガンナージョー
アパッチジョーの改良系。小型宇宙戦闘機に搭乗するジョー。
登場作品：ロックマンワールド4
スナイパージョー01
リデザインされたスナイパージョー。
登場作品：ロックマン7 宿命の対決!
トラックジョー
トラックに搭乗しているスナイパージョー01。無免許で運転している。性格も運転も荒い反面、義理などには厚い性格。
登場作品：ロックマン7
ジョー
一般レーサー役として登場するスナイパージョー01
登場作品：ロックマン バトル&チェイス
ジョー・クラシック
期間限定の復刻版だが、手榴弾による攻撃が新たに加わるなど性能が向上している。しかし若干隙が大きくなっている。
登場作品：ロックマン8 メタルヒーローズ、ロックマン&フォルテ
マシンガンジョー
スナイパージョーによく似ているが、弾を断続的に連射するためジャンプでは回避できない。
登場作品：ロックマン9
帰ってきたマシンガンジョー
マシンガンジョーの改良型。
登場作品：ロックマン10
スナイパーアーマーD
上記2に登場したスナイパーアーマーの改良型。スナイパージョーがパイロットとして搭乗している。5に登場した大型二足歩行ロボット「ダチョーン」がベースであるため移動はジャンプではなく前後に歩行しながら弾を撃ってくる。機体を撃破するとスナイパージョーが降りて来るが、スナイパージョーを撃破するとそのまま機体も撃破される。
登場作品：ロックマン11
ピリパリー
ワイリースターに配備されており、同作に登場するビリバリーの別タイプで弟分的存在。ビリバリーと同じく、チャージした電気で攻撃してくる。ジョーの名前を冠してはいないが、モノアイは他のジョーシリーズと同じである。
登場作品：ロックマンワールド5